# Serfaus
Serfaus – gmina w Austrii, w kraju związkowym Tyrol, w powiecie Landeck. Liczy 1108 mieszkańców (1 stycznia 2015) na powierzchni 59,64 km². Gmina leży na wysokości 1429 m n.p.m.

## Kolej linowo-terenowa
Serfaus jest jedną z najmniejszych miejscowości na świecie, w której zbudowano kolej linowo-terenową, zwaną potocznie metrem. Powstała w latach osiemdziesiątych XX wieku. Składa się z jednej linii o długości 1200 metrów i z czterech przystanków. Służy narciarzom, którzy przyjeżdżają tutaj na wakacje.